# Данко Цвєтичанин
Данко Цвєтичанин  (хорв. Danko Cvjetičanin, *16 жовтня 1963, м. Загреб, СФРЮ) — хорватський баскетболіст, олімпійський медаліст.

## Виступи на Олімпіадах
| Олімпіада      | Дисципліна | Місце |
| -------------- | ---------- | ----- |
| Сеул 1988      | баскетбол  | 2     |
| Барселона 1992 | баскетбол  | 2     |